# 阿布罗德
阿布罗德（Abu Road），是印度拉贾斯坦邦锡罗希县的一个城镇。总人口47320（2001年）。原属孟买邦的伯纳斯甘塔县，1956年邦界重划法后划入拉贾斯坦邦。

## 人口
该地2001年总人口47320人，其中男性25189人，女性22131人；0—6岁人口7117人，其中男3794人，女3323人；识字率68.43%，其中男性为76.85%，女性为58.85%。